# N.E.R.D
N.E.R.D는 미국의 밴드이다.